# Barraca d'en Josep Cuscó
La barraca d'en Josep Cuscó, o barraca B-04, és una barraca de vinya de Subirats (Alt Penedès), situada al nord de la pista de Can Justino a Savall.
Construïda en pedra seca, de planta circular i forma troncocònica, de 5 m de diàmetre a la base i una alçada màxima de 2,95 m. Amb doble paret, de 145 cm de gruix i coberta en falsa cúpula. Té un cocó i tres espitlleres. El portal, de llinda doble, està orientat al sud-sud-est, té una alçada de 120 cm, una amplada de 75 cm i un gruix de 145 cm. Tenia una lleu esllavissada exterior, oest, que va ser restaurada el 2024 per membres del Centre d'estudis de Subirats CESUB.
El codi utilitzat en la denominació d'aquesta barraca (lletra + número) procedeix d'un estudi realitzat per Araceli Soler i Jaume Rovira, que intenta sistematitzar la informació sobre aquests elements arquitectònics al terme de Subirats.